# Lithia Motors
Lithia Motors, Inc. er en amerikansk bilforhandler- og autoværkstedskæde med hovedkvarter i Medford, Oregon. De har afdelinger i USA (298), Canada (14) og Storbritannien (170). Lithia Motors har ca. 21.150 ansatte (2022). I december 1996 blev virksomheden restruktureret som et børsnoteret selskab på New York Stock Exchange. Deres omsætning var i 2022 på 22,9 mia. US $.